# Muntele Sinai
Muntele Sinai (arabă طُور سِينَاء, transliterat Ṭūr Sīnāʼ); arabă egipteană جَبَل مُوسَىجَبَل مُوسَى; Gabal Musa „Muntele lui Moise”, ebraică הר סיני Har Sinai), de asemenea, cunoscut sub numele de Muntele Horeb (în ebraică Har Horev), este un munte în Peninsula Sinai din Egipt, care este o posibilă localizare a biblicului Munte Sinai. Acesta din urmă este menționat de mai multe ori în Cartea Exodului și alte cărți ale Bibliei, precum și în Coran. Potrivit tradițiilor biblice evreiești, creștine și islamice, Muntele Sinai a fost locul unde Moise a primit Cele zece porunci.
Istoricii și arheologi moderni nu cunosc unde se află muntele Sinai de care povestește Biblia.

## Geografie
Muntele Sinai are o înălțime maximă de 2285 de metri și este situat în apropierea orașului Saint Catherine (Sant Katrin) din regiunea Sinai și în apropierea Muntelui Catherine (2629 m, cel mai înalt vârf din Egipt). Muntele Sinai este înconjurat din toate părțile de culmi mai înalte ale altor munți.

## Geologie
Rocile din care este compus Muntele Sinai s-au format într-un stadiu târziu de evoluție al scutului Arabo-Nubian (ANS). Muntele Sinai afișează un inel complex care constă dintr-un  granit alcalin pătruns în diverse tipuri de roci, inclusiv vulcanice. În general, natura rocilor care se găsesc în Muntele Sinai indică faptul că acestea au provenit de la diferite adâncimi.

## Semnificație religioasă
Muntele Sinai Biblic⁠(en)[traduceți] este unul dintre cele mai importante locuri sacre ale religiilor mozaică, creștină și islamică. Muntele biblic Sinai este identificat în tradiția creștină cu Jebel Musa din partea de sud a Peninsulei Sinai, dar această asociere datează doar din secolul al III-lea d.Hr. și nu există nici o dovadă că s-a aflat pe traseul Exodului.

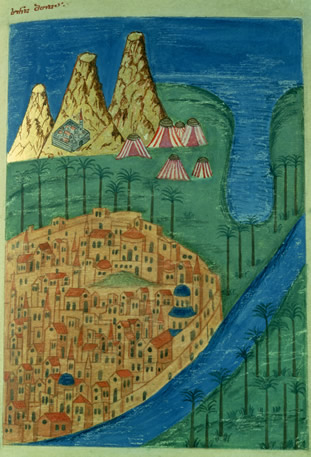
Muntele Sinai descris într-un manuscris georgian.

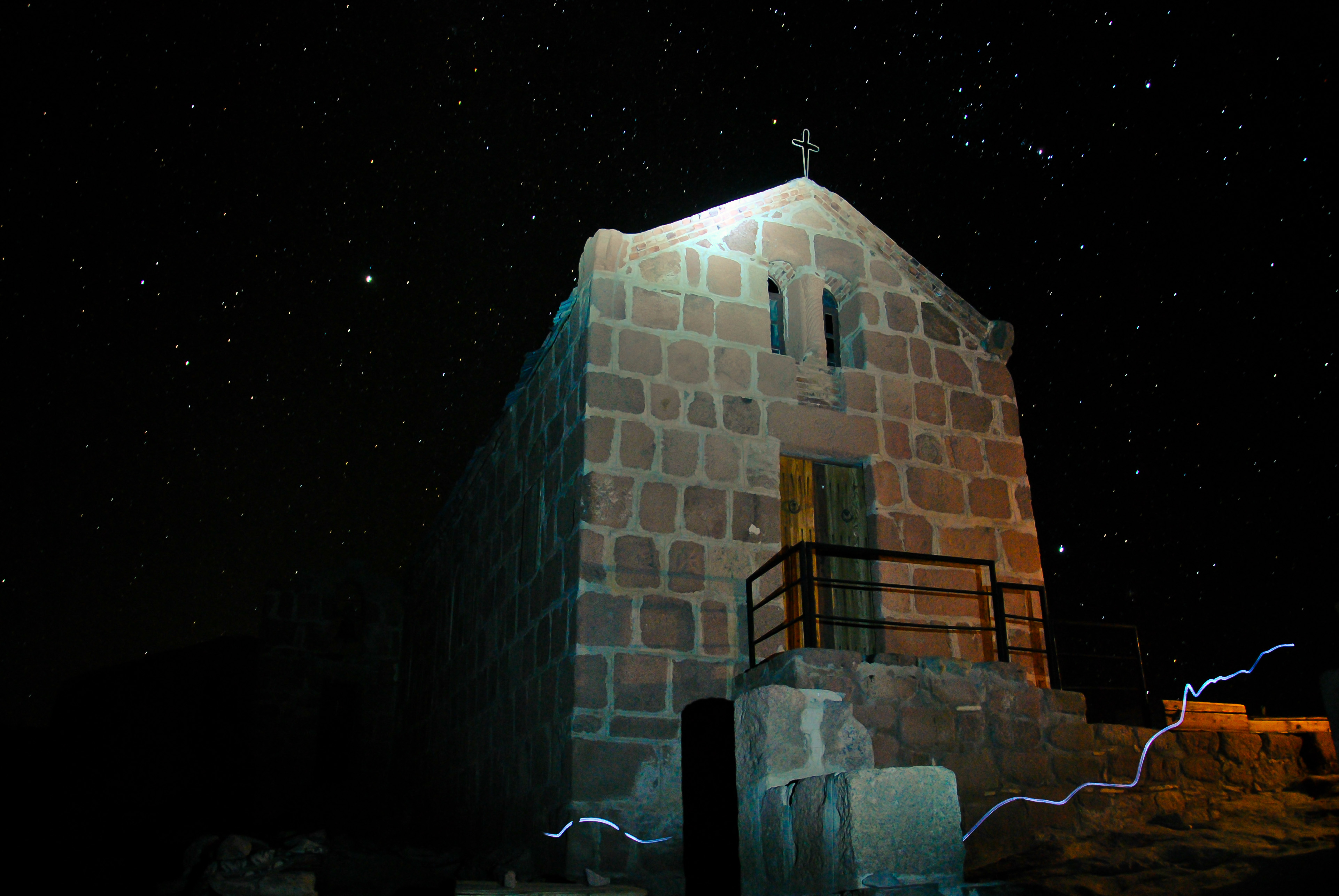
O capelă ortodoxă greacă de la Muntele Sinai în noapte.

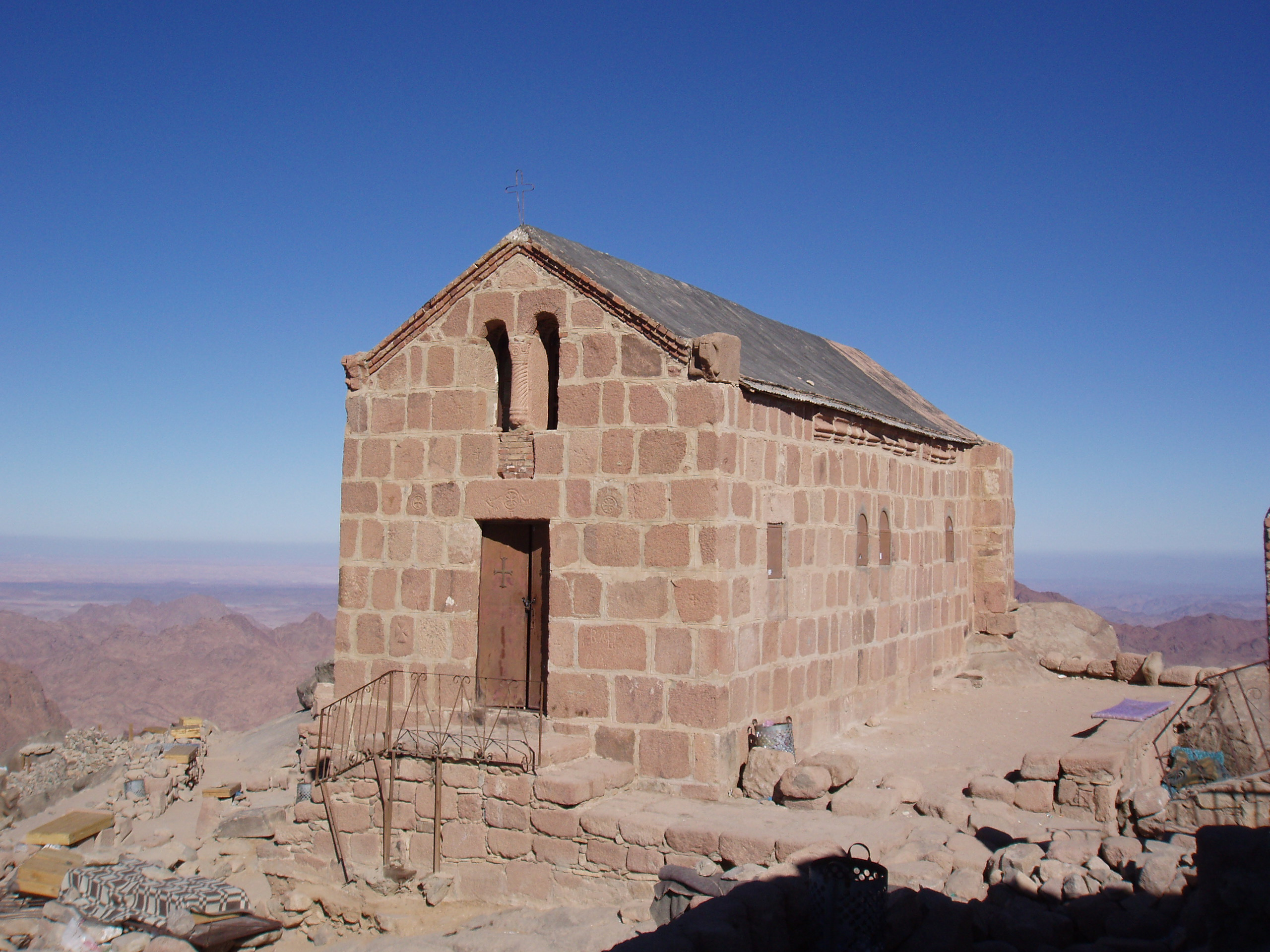
O capelă ortodoxă greacă din partea superioară a Muntelui Sinai.

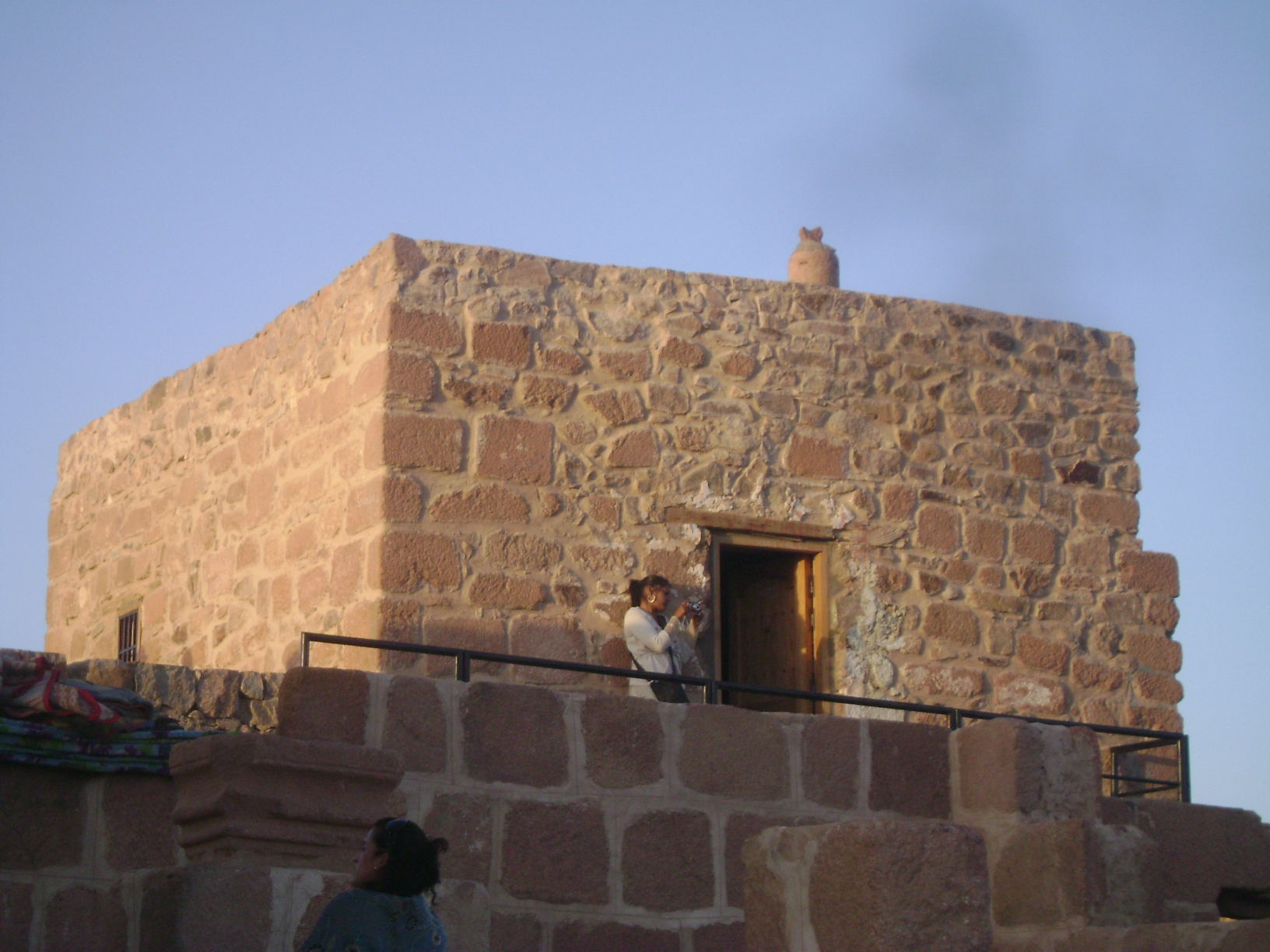
O mică moschee din partea superioară a Muntelui Sinai

Potrivit tradiției beduine, Sinai este muntele pe care Dumnezeu a dat legi pentru israeliți. Cu toate acestea, tradițiile creștine timpurii spun că acest eveniment a avut loc în apropiere de Muntele Serbal, la poalele căruia o mănăstire a fost fondată în secolul al IV-lea; mănăstirea s-a mutat în secolul al VI-lea la poalele Muntelui Ecaterina, în urma cercetărilor făcute asupra operei istoricului antic evreu Iosephus Flavius care susținea că Sinai era cel mai înalt munte din zonă.
Creștinii s-au stabilit pe acest munte în secolul al III-lea. Georgienii din Caucaz s-au mutat în Peninsula Sinai în secolul al V-lea, și o colonie georgiană s-a format acolo în secolul al IX-lea. Georgienii au ridicat biserici proprii în zona nouă a Muntelui Sinai. Construcția unei astfel de biserici a fost legată de numele regelui georgian David al IV-lea al  Georgiei⁠(en)[traduceți], cunoscut ca David Ziditorul, care a contribuit la ridicarea bisericilor din Georgia precum și a multora din străinătate. Au existat motive politice, culturale și religioase pentru întemeierea bisericii de pe Muntele Sinai.  Călugării georgieni care trăiau acolo erau fost profund legați de patria lor. Unele manuscrise georgiene din Sinai au rămas acolo, dar altele sunt păstrate în Tbilisi, Sankt-Petersburg, Praga, New York, Paris sau în colecții particulare.

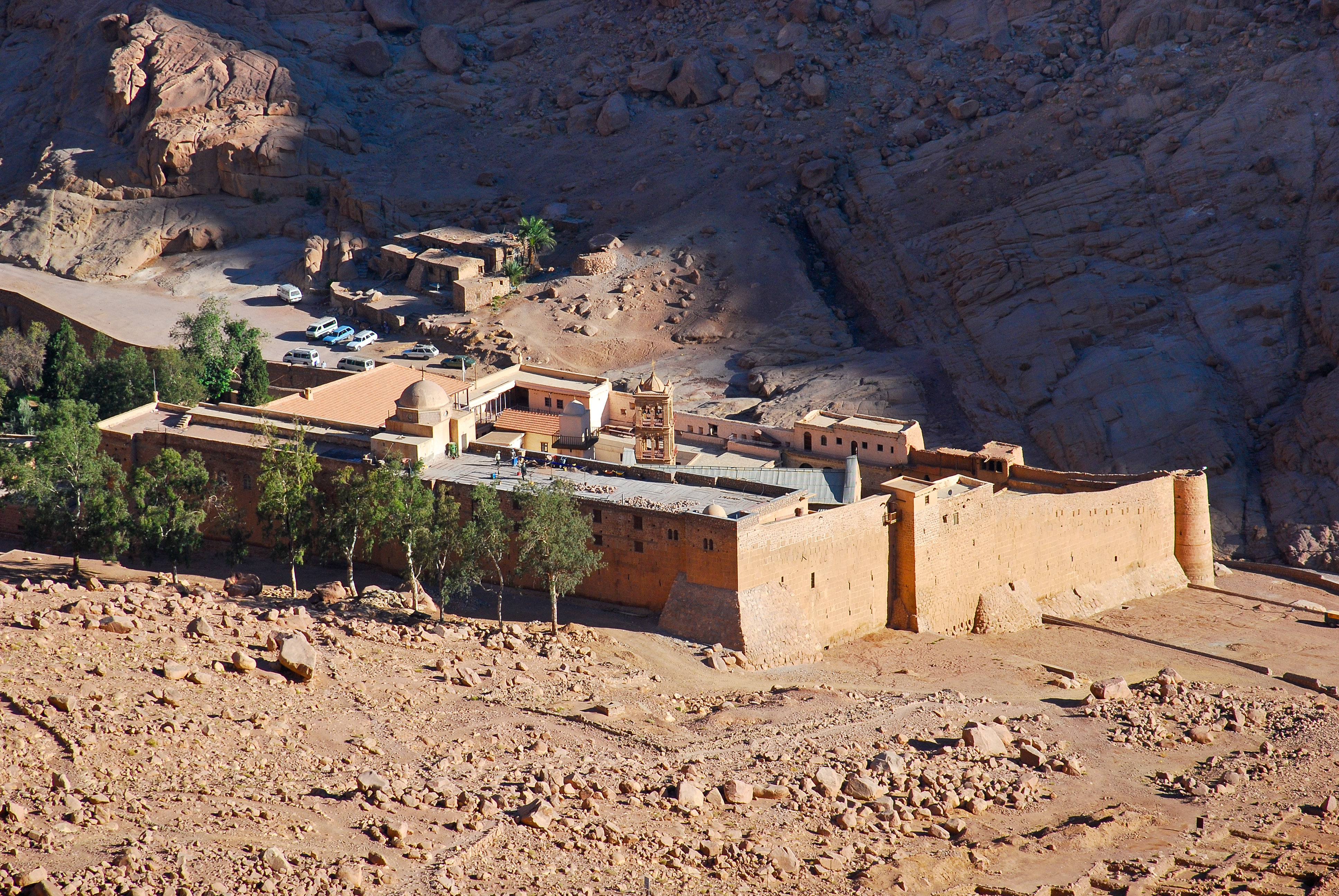
Mănăstirea Sfânta Ecaterina văzută de pe traseul spre vârful Muntelui Sinai

O parte dintre cercetători biblici moderni cred că israeliții au traversat peninsula Sinai în traseu direct, mai degrabă decât să o ocolească pe la extremitatea sudică (presupunând că nu au traversat ramura estică a Mării Roșii) și, prin urmare, caută să identifice Muntele Sinai Biblic în altă parte.
Potrivit unor erudiți, Cântecul Deborei (en) (Judecători 5:1-15) sugerează că Dumnezeu a locuit la Muntele Seir⁠(en)[traduceți], astfel încât mulți cercetători preferă să localizeze Muntele Sinai Biblic în Regatul Nabatean (Peninsula Arabică). Pe de altă parte, descrierile biblice ale Muntelui Sinai pot fi interpretate ca descrieri ale unui vulcan, și deci un mic număr de oamenii de știință localizează Muntele Sinai Biblic în vestul Arabiei Saudite, identificându-l cu muntele Jabal al-Lauz⁠(en)[traduceți]; mai ales că  în Peninsula Sinai nu sunt vulcani.

## Varia
La sfârșitul secolului al XVII-lea, spătarul Mihai Cantacuzino (1640-1716), unul dintre marii boieri din Țara Românească (fiu al marelui postelnic Constantin Cantacuzino, frate mai mic al voievodului Șerban Cantacuzino și unchi al lui Constantin Brâncoveanu), a făcut un pelerinaj la Locurile Sfinte, mergând și în peninsula Sinai, unde a ajuns până la Mănăstirea Sfânta Ecaterina, ridicată pe pantele Muntelui Sinai. Impresionat de măreția biblică a locurilor vizitate, a ctitorit în 1695, la reîntoarcerea în țară, o mânăstire pe care a numit-o Sinaia (actuala Mănăstire Sinaia, de la care provine și numele orașului Sinaia). În actul de fondare se spune:
„Am zidit din temelie și am înălțat un schițișor, numindu-se Sinaia, după asemănarea Sinaiei cei mari și după-cum arată și Patriarchul Țarigradului Gavriil (1702), pe care Sinaia au numit-o bine făcând, îndemnându-se de multă dragoste și cucernicie ce avea către sfântul și de Dumnezeu umblatul muntele Sinaiei”.

## Imagini

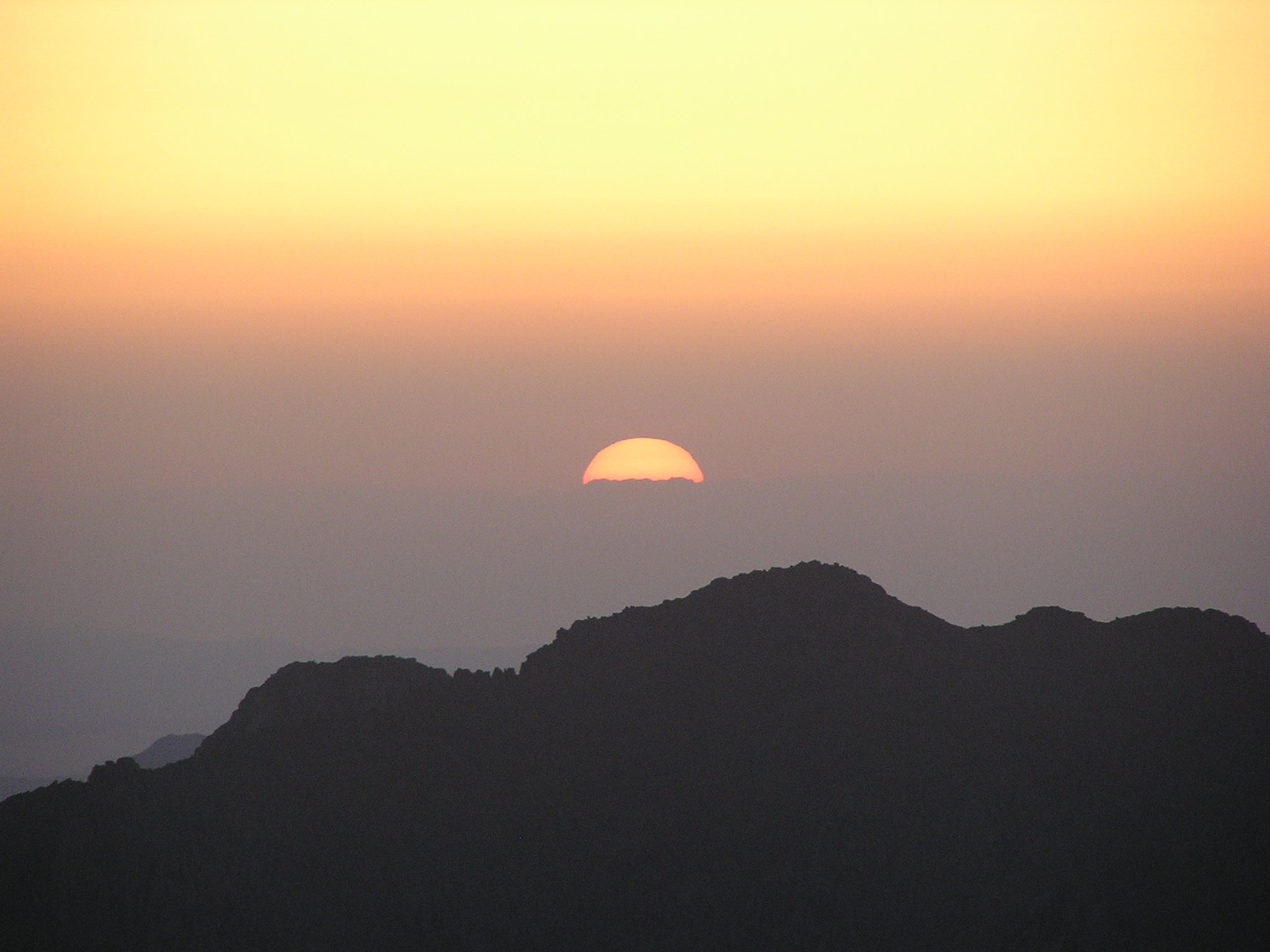
Răsărit de soare pe Muntele Sinai.
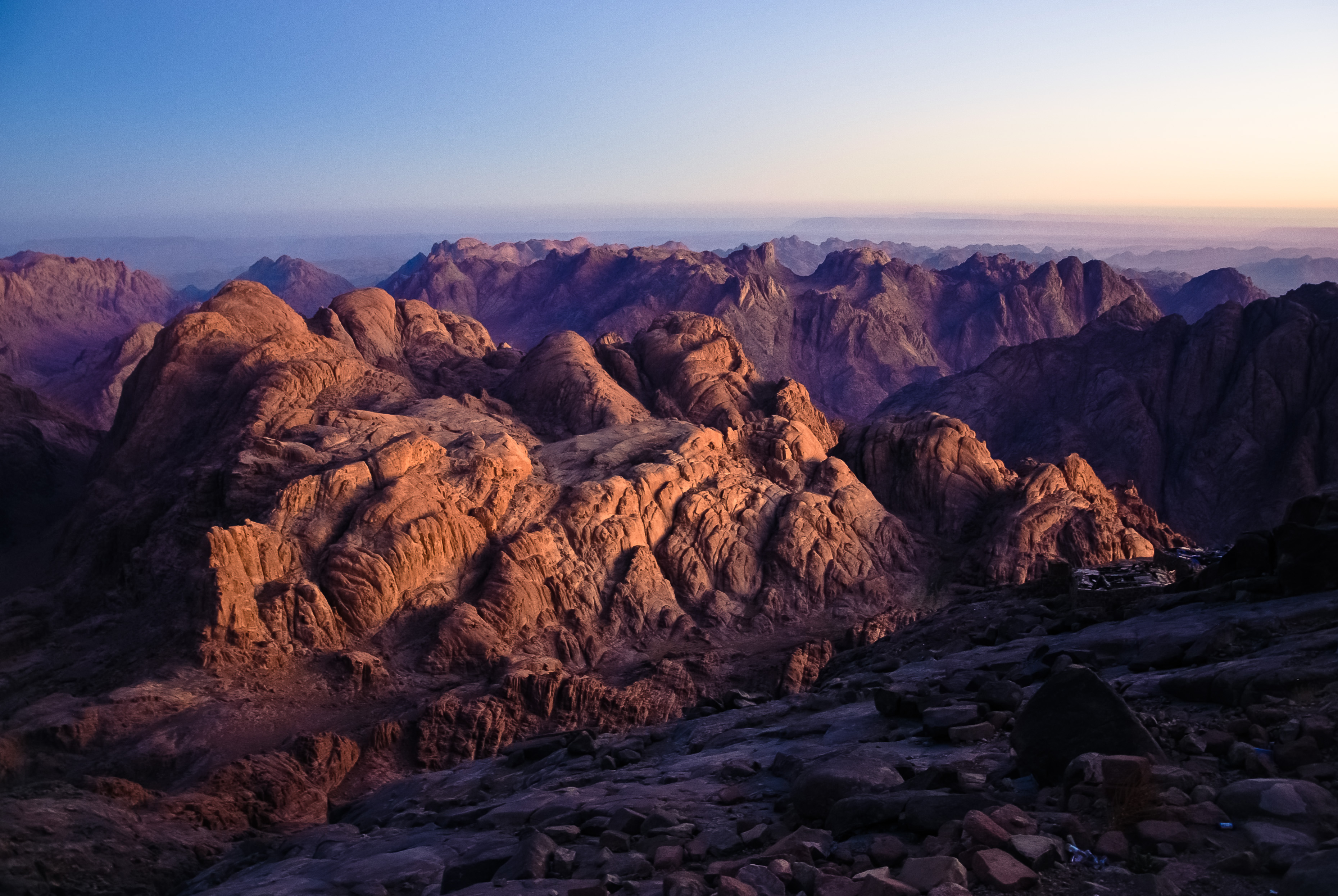
Vedere de pe vârful Muntelui Sinai.
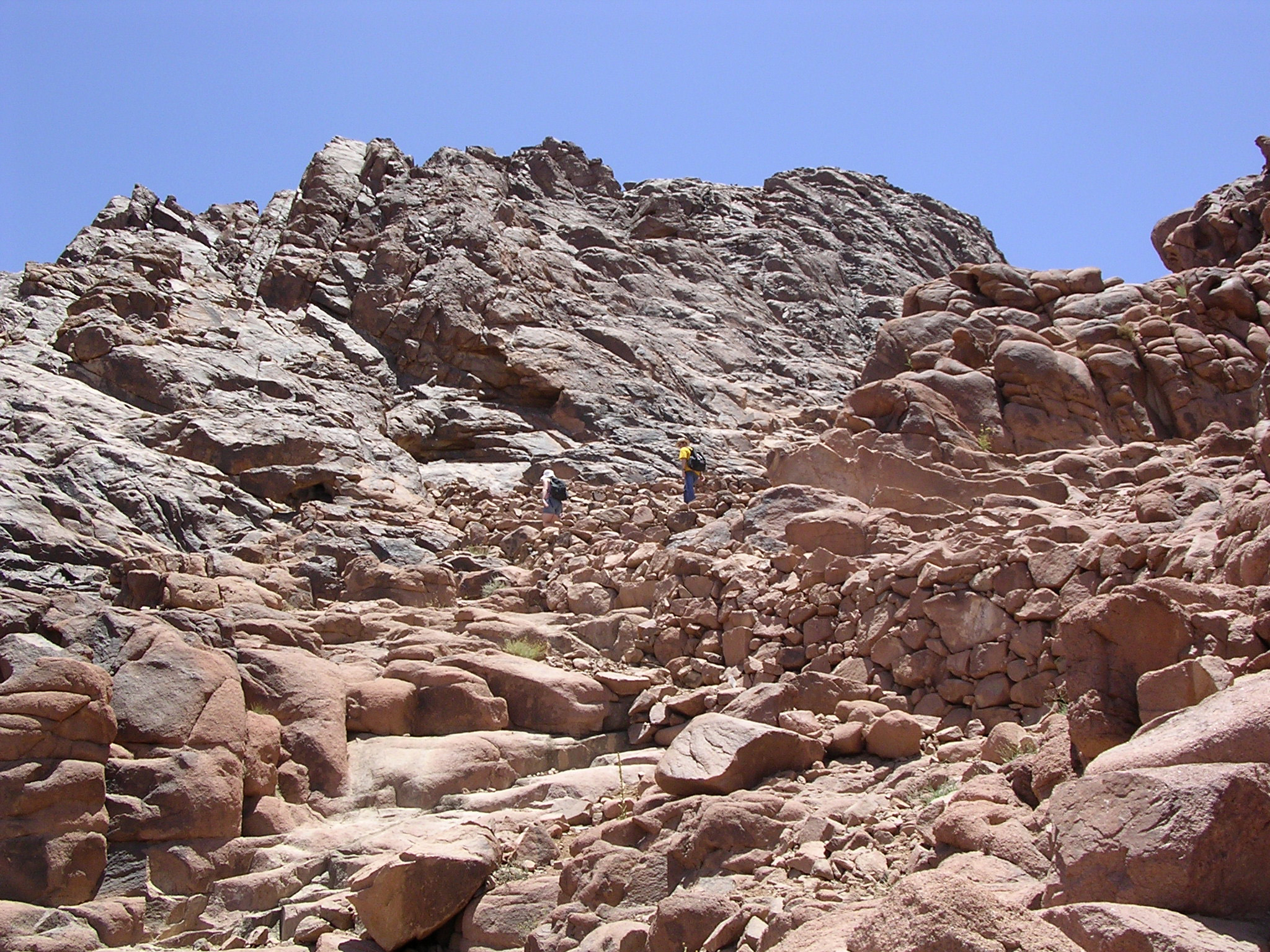
Ultimii metri de urcat pe Muntele Sinai.

## Legături externe
- en Caucasian Albanian Alphabet Discovered and Deciphered, Azerbaijan International, Vol. 11:3 (Autumn 2003). Six articles.
- en View OF Mount Sinai (as opposed to the view FROM Mount Sinai) Arhivat în 10 octombrie 2020, la Wayback Machine.
- en Information about the town of St. Katherine and the Sinai mountains Arhivat în 5 iulie 2008, la Wayback Machine.
- en Photo album from Mount Sinai and St Catherine's Arhivat în 20 noiembrie 2005, la Wayback Machine.
- en Contains many photos of two alleged sites, and some research.
- en A Report on Mount Sinai